# Hafentempel

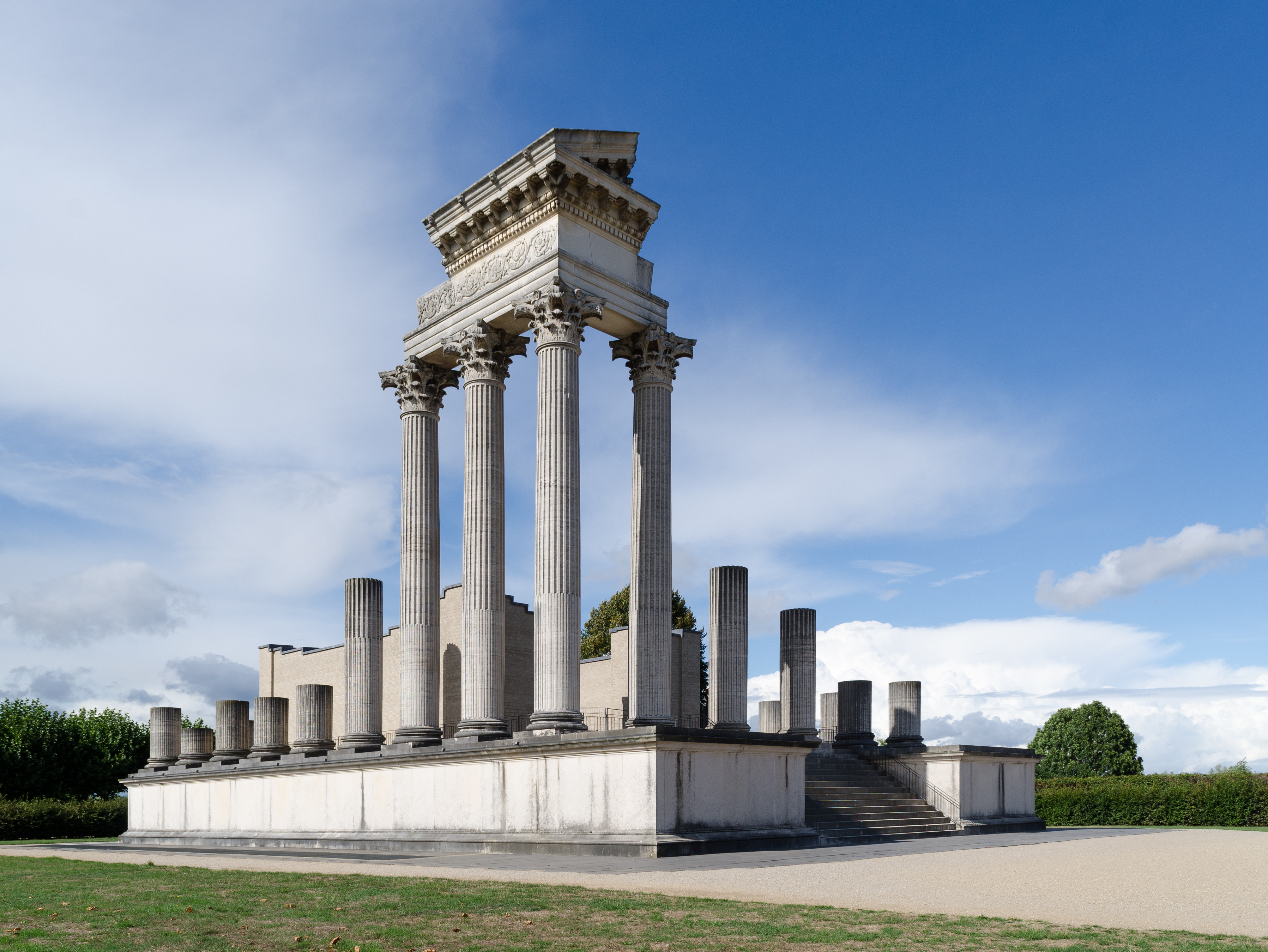
Teilrekonstruktion des Hafentempels im Archäologischen Park Xanten

Der Hafentempel war der zweitgrößte Tempelbau der antiken Colonia Ulpia Traiana, der Vorgängerstadt des heutigen Xanten. Er stand architektonisch in der Tradition der römischen und damit indirekt der griechischen Tempel. Es handelt sich um einen klassischen Podiumstempel, der als Peripteros (Ringhallentempel) mit einer umlaufenden Säulenreihe versehen war. Mit dem umgebenden Tempelbezirk nahm er den größten Teil der Insula 37 der Stadt ein und lag direkt an der nördlichen Stadtmauer in der Nähe des Rheins.

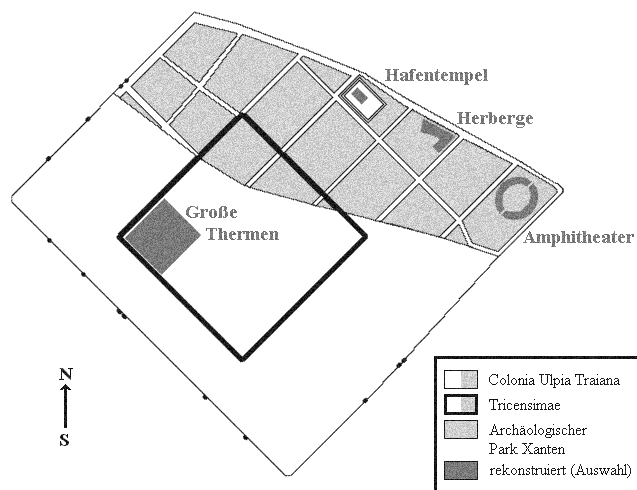
Position des Hafentempels in der Colonia Ulpia Traiana

## Forschungsgeschichte

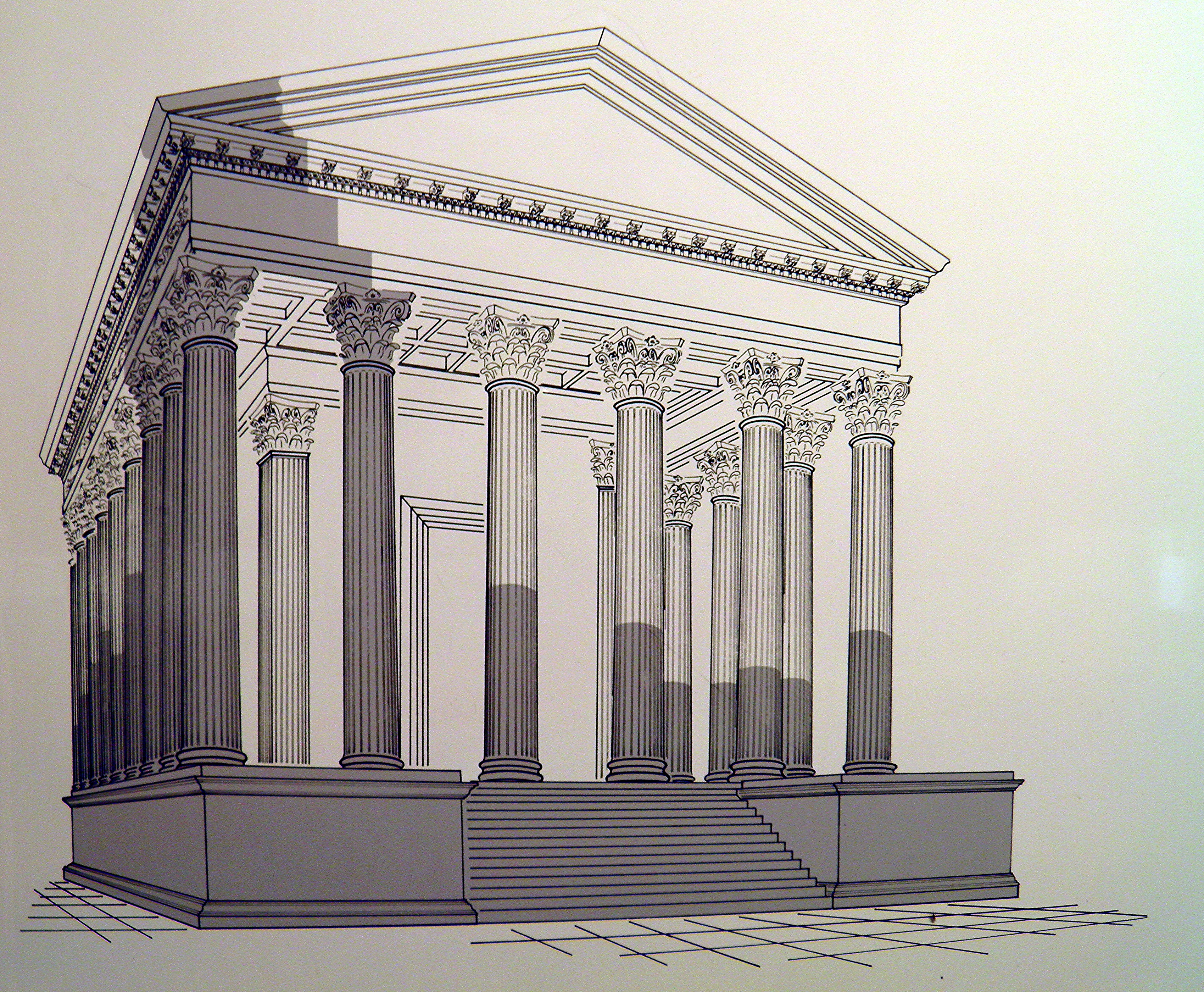
Rekonstruktion des Hafentempels; die in der modernen Rekonstruktion wiederaufgebauten Teile sind dunkelgrau markiert

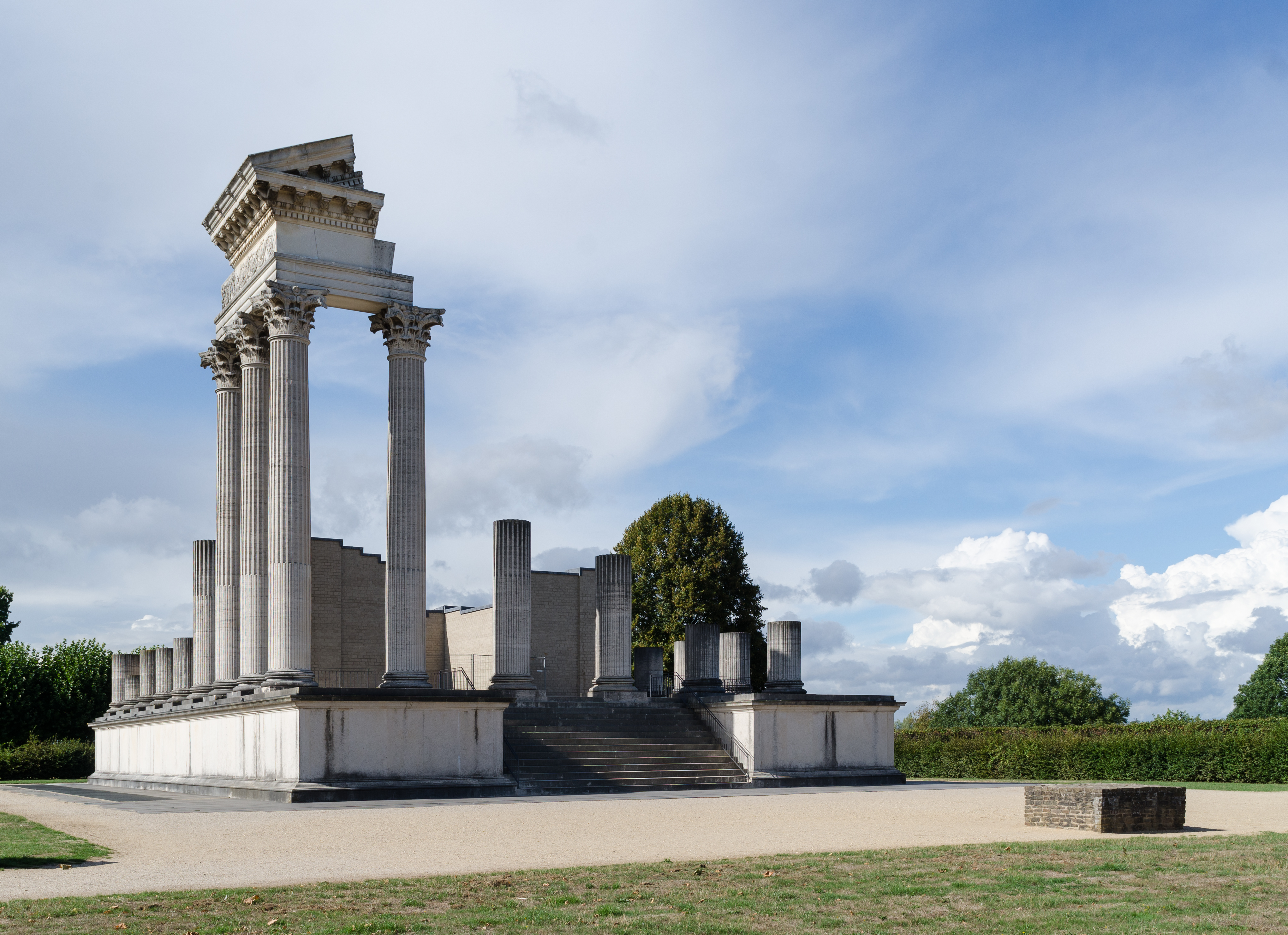
Ansicht der modernen Teilrekonstruktion, der Steinblock rechts im Bild markiert die ursprüngliche Position des Altars

Die ersten direkt zum Hafentempel gehörenden Befunde wurden bei Ausgrabungen des Archäologen Harald von Petrikovits in den Jahren 1934 bis 1936 gemacht, bei denen er ein dickes Fundament aus Opus caementicium freilegte, das noch über zwei Meter in die Tiefe reichte. 14 Meter in östliche Richtung davon entfernt verliefen im Boden zwei parallel zueinander verlaufende Mauerfundamente, die schon im späten 19. Jahrhundert bei Ausgrabungen des Niederrheinischen Altertumsvereins Xanten entdeckt worden waren. Das Fundament deutete von Petrikovits korrekt als Podiumstempel, die beiden Mauerreste als eine das Heiligtum umgebende Portikus. Weitere archäologische Grabungen wurden 1977/1978 bei der Anlage des Archäologischen Parks Xanten durchgeführt. In ihrem Rahmen wurde das erhaltene Fundament des Tempels komplett freigelegt und untersucht. Im Anschluss daran entstand an Ort und Stelle eine Teilrekonstruktion des Bauwerks, die den Besuchern einen Eindruck von der Größe und Bauweise des ursprünglichen Gebäudes vermitteln soll. Die südliche Ecke wurde bis zum Giebel rekonstruiert, die meisten Säulen sind jedoch nur als Stümpfe angedeutet. Das dafür errichtete rekonstruierte Podium ist innen hohl und schützt gleichzeitig die darunter liegenden antiken Originalbefunde, die bei der Rekonstruktion nicht angetastet werden mussten.

## Tempelbau
Anders als bei derartigen Tempeln üblich, wurden für den Hafentempel nicht nur die einzelnen Mauern des Bauwerks mit einem Fundament versehen, sondern die gesamte Fläche mit einer großen Fundamentplatte abgesichert. Dies war aufgrund des unsicheren Untergrundes in direkter Nähe des Rheinufers nötig. Das Fundament wurde errichtet, indem eine drei Meter tiefe Grube mit einem dichten Gitter aus vertikal in die Erde gerammten Eichenpfählen versehen und der Zwischenraum zwischen den Baumstämmen mit Gussmauerwerk (Opus caementicium) hauptsächlich aus Basalt und Grauwacke ausgefüllt wurde. Der Rand des Fundaments wurde durch dichter nebeneinander gesetzte Baumstämme abgesichert, die mit Reisig zusammengeflochten und in den oberen Schichten mit horizontalen Brettern verschalt wurden. Die Abdrücke der Eichenstämme zeigen sich heute noch als Hohlräume in dem ursprünglich dazwischen eingefüllten Gussmauerwerk.
Das aufgehende Mauerwerk des Tempels selbst war bei den Ausgrabungen nicht mehr vorhanden, ließ sich aber rekonstruieren, da die unterste Steinreihe Abdrücke auf dem Gussmauerwerk des Fundaments hinterlassen hat. Diese Abdrücke bilden zwei Rechtecke, von denen das eine innerhalb des anderen liegt. Beim inneren Mauerzug handelt es sich um den geschlossenen Raum in der Mitte des Tempels (die Cella), dessen Mauern eine Stärke von 1,65 Metern aufwiesen. Das äußere Steingeviert ist an den beiden Längsseiten und der nördlichen Schmalseite 3,25 – 3,40 m mächtig, an der südlichen (Eingangs-)Schmalseite des Tempels nur 2,85 m. Es bildete die Basis für die Säulenreihe (Peristasis), die den Innenbau auf allen vier Seiten umgab – auf den Schmalseiten mit je sechs Säulen, auf den Längsseiten wohl mit jeweils neun Säulen. Auf drei Seiten des Tempels standen die Säulen fast ganz am Rand des Fundamentes, lediglich auf der Südseite ragte dieses noch etwa fünf Meter darüber hinaus. Dadurch entstand dort eine Art Vorterrasse des Tempels, in die eine Treppe eingelassen war, die das Betreten des Gebäudes ermöglichte. Die Höhe des Gesamtbauwerkes wird mit 26,80 m rekonstruiert.
Etwa 16 m vor dem Tempel und in der Ausrichtung nach den Himmelsrichtungen genau diesem entsprechend, wurde eine Stickung von 3,00 × 2,65 m freigelegt, bei der es sich wohl um den Altar handelte. Dieser befand sich – wie allgemein üblich – demnach außerhalb vor der Aufgangstreppe in den Tempel.
Neben den Fundamenten wurden auch noch kleinere Reste von Säulen und Kapitellen gefunden, aus denen hervorgeht, dass der Tempel nach der korinthischen Ordnung angelegt war. Die Säulen hatten im unteren Bereich einen Durchmesser von etwa 1,35 m, nach oben hin wurden sie schmaler und hatten dort einen Durchmesser von ungefähr 1,20 m. Ihre Höhe lässt sich auf circa 18 m rekonstruieren; ihr Achsabstand betrug 3,85 m. Sie waren ebenso wie das Gebälk und die Außenverkleidung des Podiums aus Kalkstein aus Lothringen gefertigt. Weitere kleinere Funde von Architekturteilen bestanden aus Putz, Stuck und Marmor. Letzterer wurde im Wesentlichen aus der Provinz Gallia Belgica und dem Gebiet um die heutige Bergstraße importiert, einzelne Teile des gefundenen Marmors stammten jedoch auch aus dem Mittelmeergebiet. Diese kleineren Funde sind Beleg für die ursprüngliche prunkvolle Ausstattung des Tempels, etwa mit Opus sectile als Fußbodenbelag, mit marmornen Wandplatten und verschiedenen plastisch ausgearbeiteten Verzierungen. Für die Innenwand der Cella wird eine Verzierung aus zwei übereinander angeordneten Ebenen von Pilastern angenommen, die eine Höhe von um die 12 Meter erreicht habe. Schließlich hat man noch kleine Putzreste mit gewölbter Form gefunden, die vermuten lassen, dass es im Innenraum der Cella Nischen gab (über deren Funktion aber nichts Genaues ausgesagt werden kann).

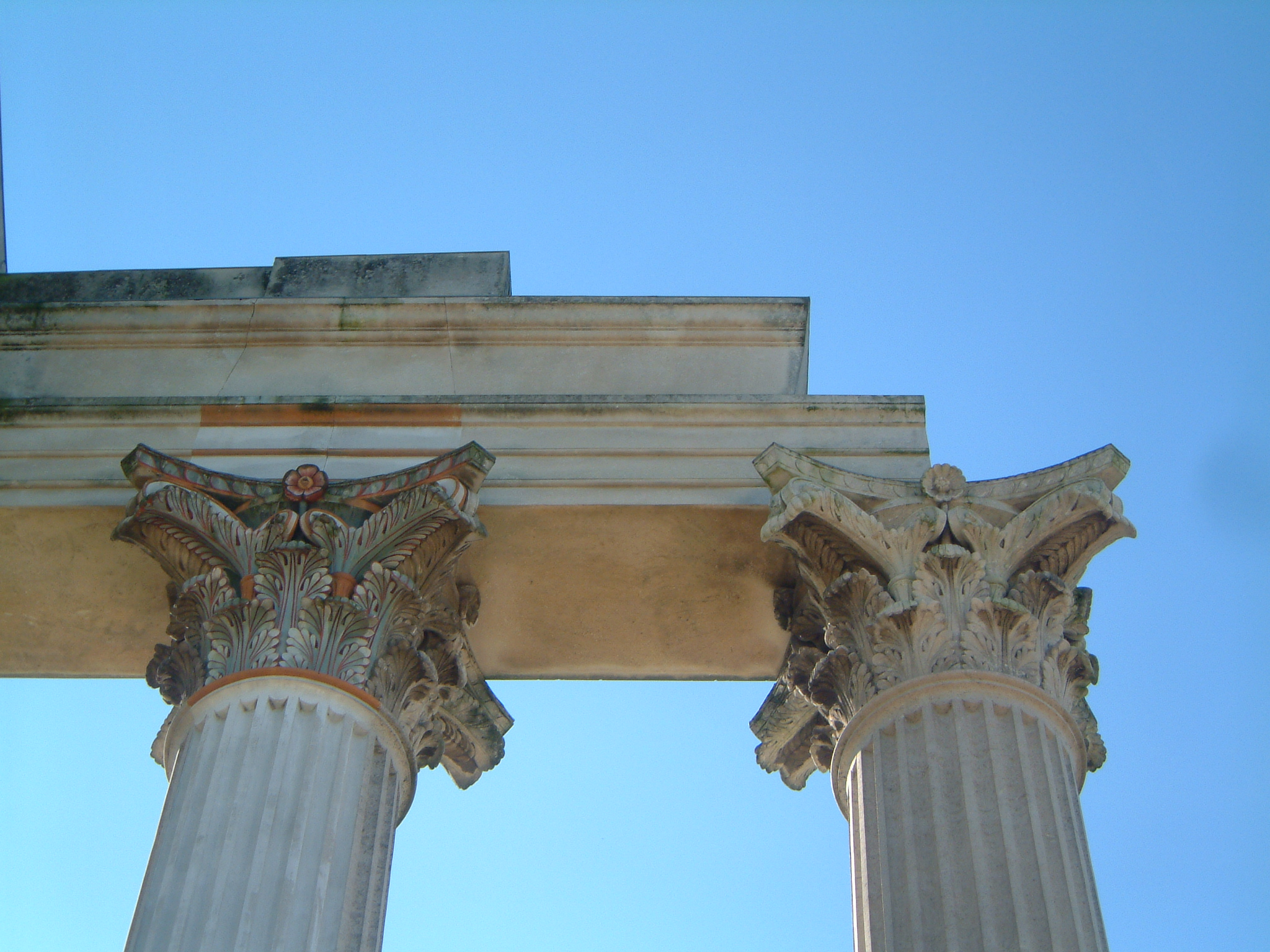
Rekonstruierte Kapitelle, davon eines farbig
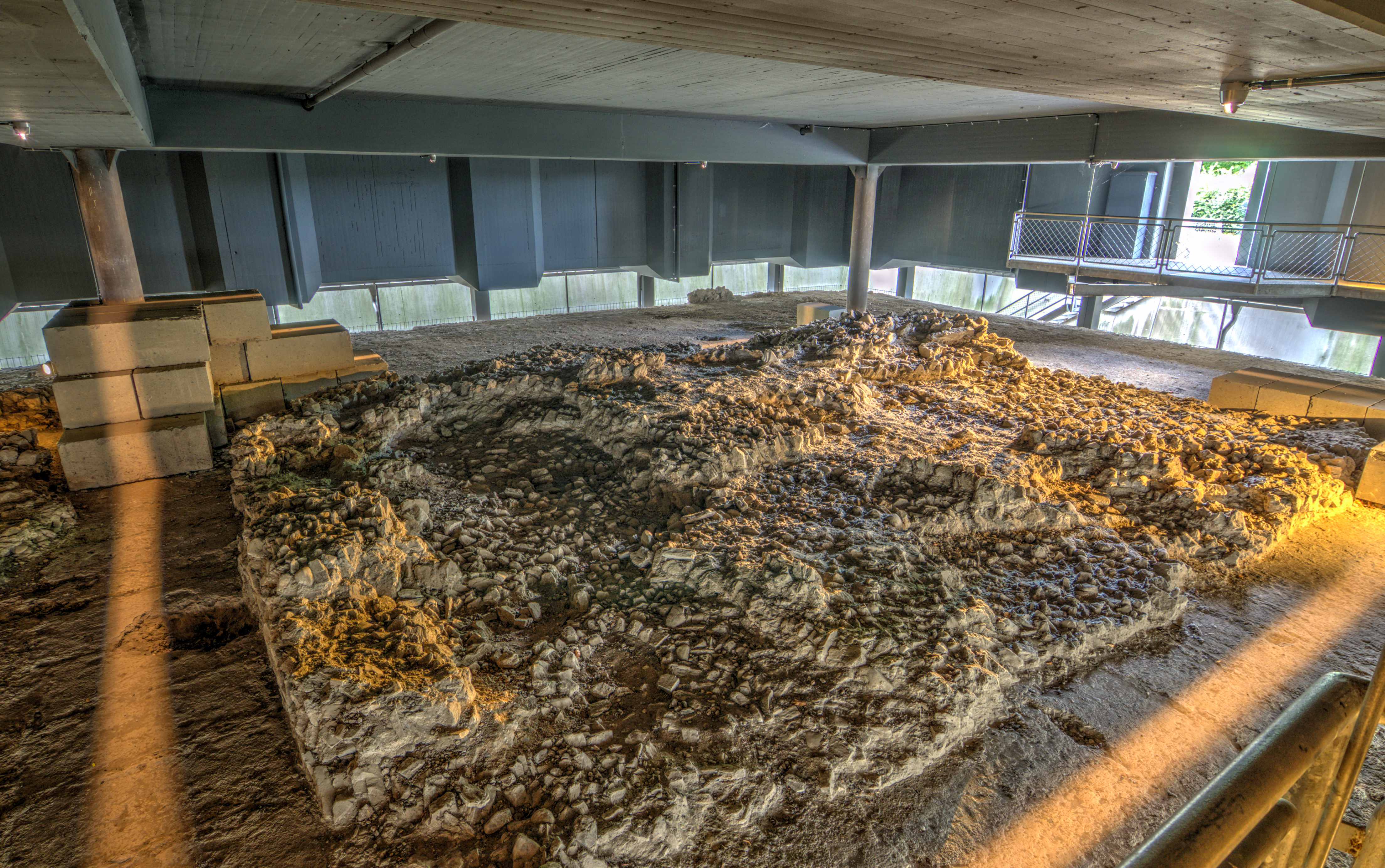
Fundamentreste mit Abdrücken des ehemaligen Mauerwerks unter dem heutigen Rekonstruktionsbau
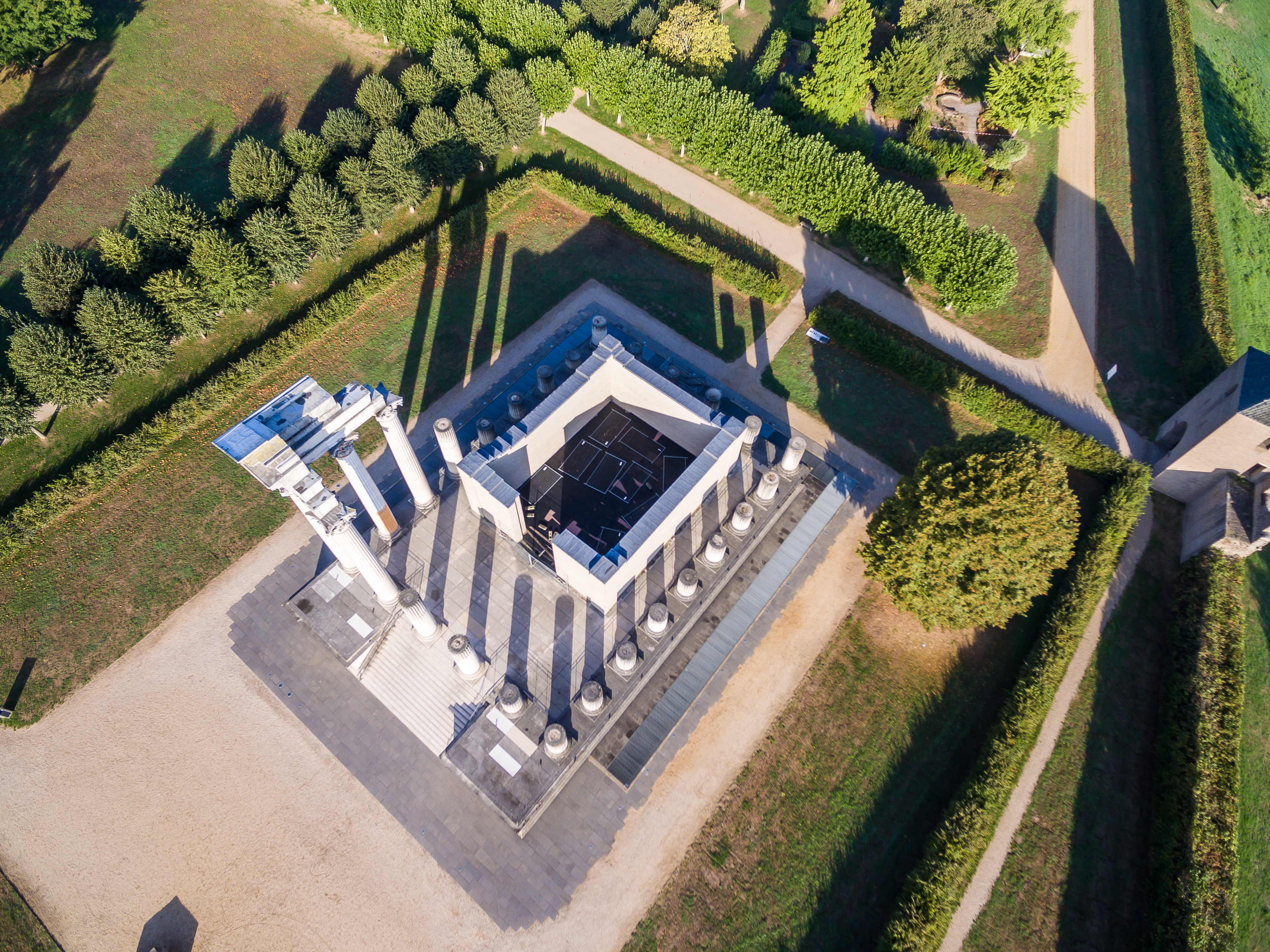
Luftbild auf den teilrekonstruierten Tempel
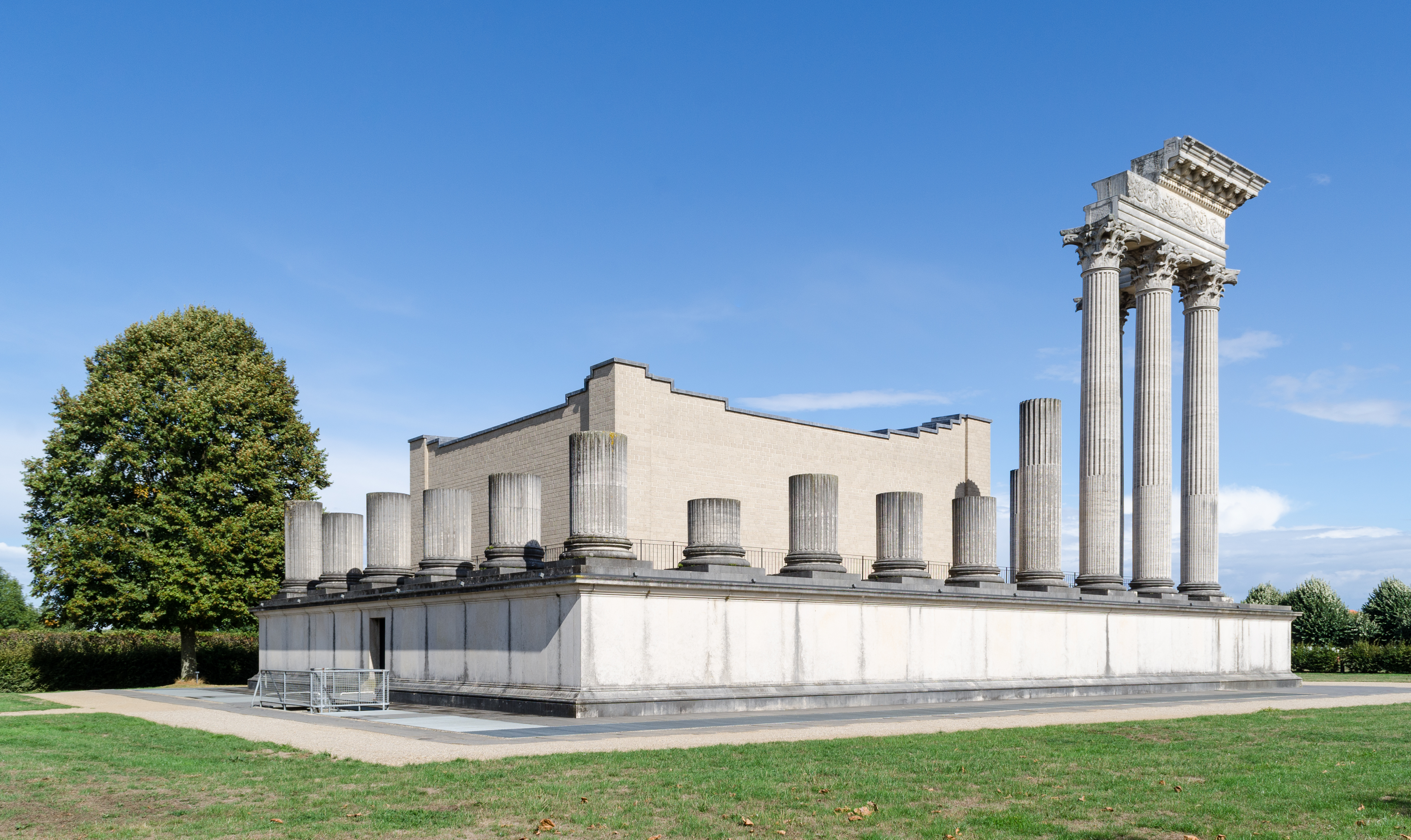
Rückansicht der Teilrekonstruktion

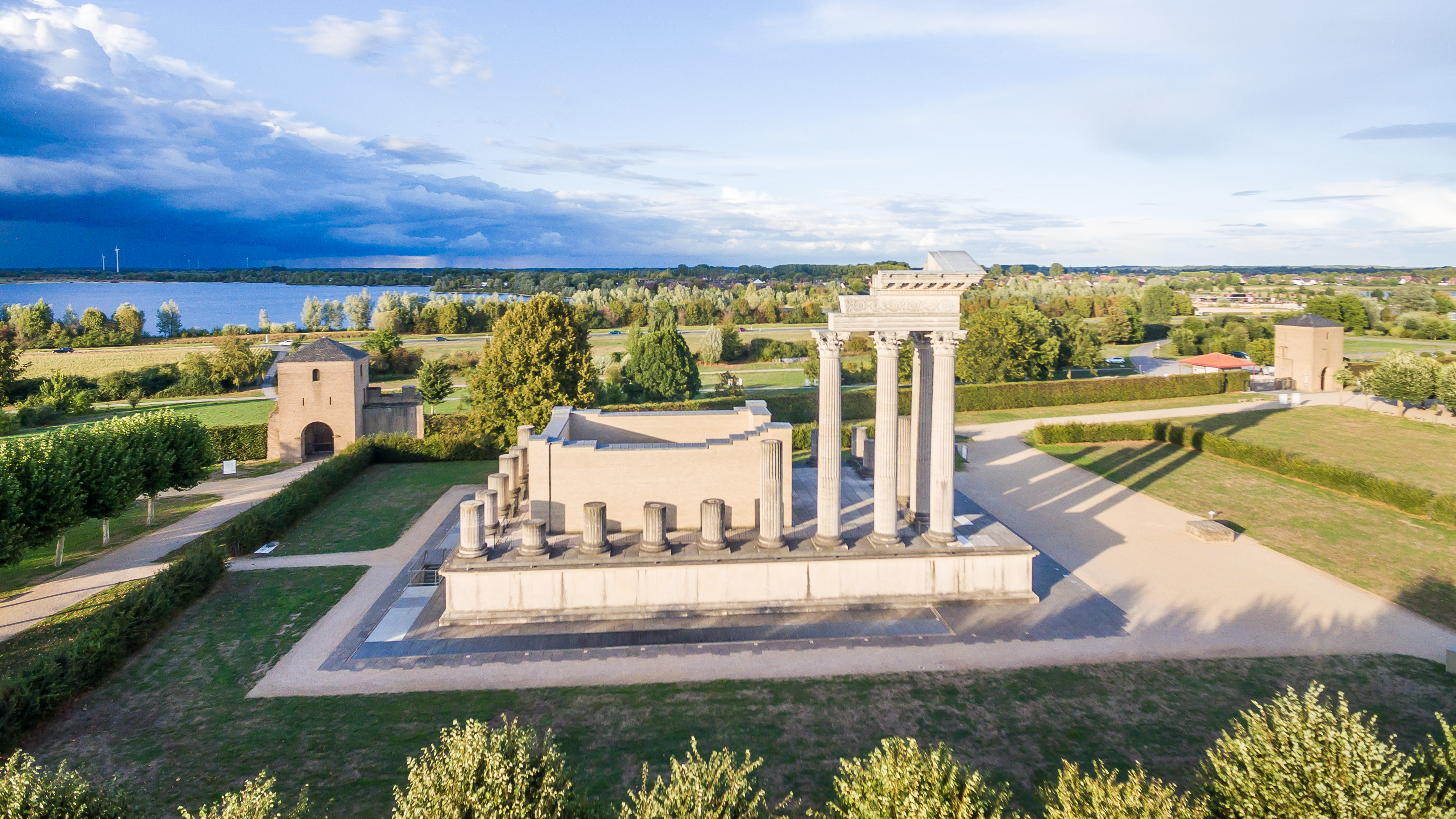
Seitenansicht der modernen Teilrekonstruktion; die Ausmaße des antiken Tempelbezirkes sind durch eine Hecke markiert

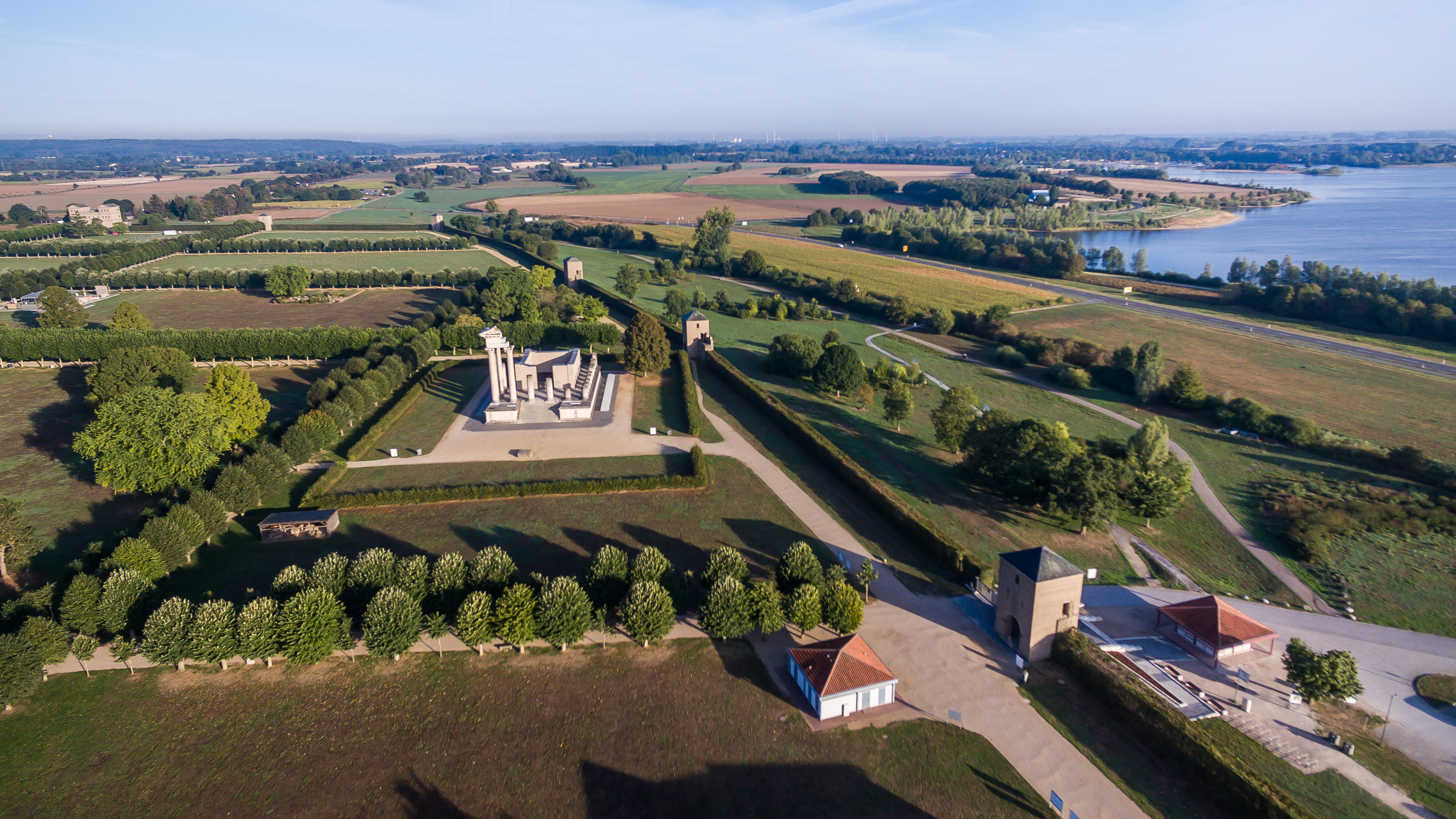
Luftbild des rekonstruierten Hafentempels innerhalb des (heute durch Bäume angedeuteten) antiken Straßennetzes; gut zu erkennen ist die Lage des Heiligtums in der unregelmäßig geformten Insula 37 direkt an der Stadtmauer

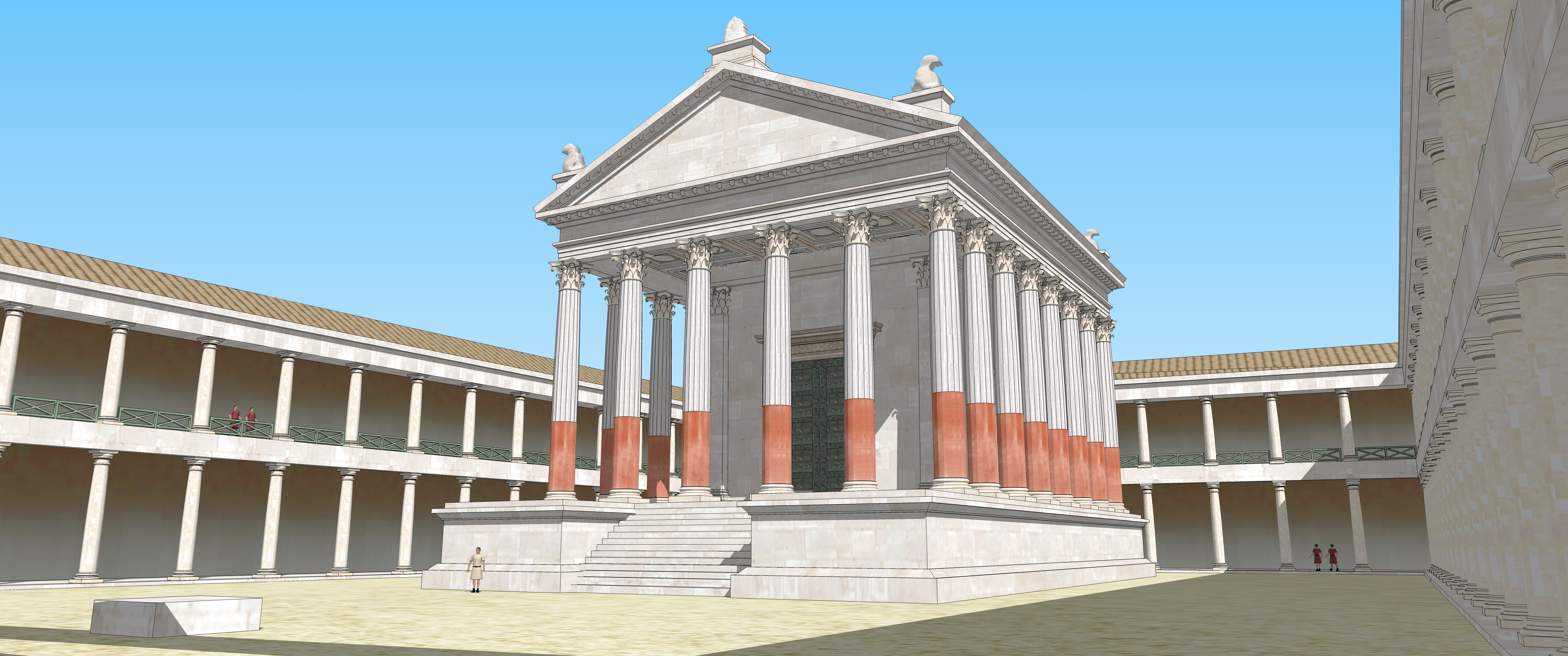
Rekonstruktion des Tempelbezirkes

## Tempelbezirk
Das Tempelgebäude bildete das Zentrum einer nahezu rechteckigen Anlage, die eine Fläche von 68 × 94 m umfasste und als Tempelbezirk bezeichnet wird. Auch von der Eingrenzung dieser Anlage sind nur noch Fundamente aufgefunden worden, die aus zwei parallel zueinander verlaufenden Reihen bestehen. Die äußere davon reicht deutlich tiefer in die Erde als die innere, hatte also ein größeres Gewicht zu tragen. Daraus lässt sich schlussfolgern, dass das Tempelareal durch eine (vermutlich zweigeschossige) Portikus eingegrenzt wurde, also einen Säulengang, der nach innen hin offen war: Die inneren Fundamente trugen demnach eine Säulenreihe, die äußeren Fundamente dagegen eine massive Mauer, die als Temenos auch den heiligen Bezirk nach außen hin abschirmte. Dadurch entstand dazwischen ein nach innen offener, überdachter Umgang um den Innenhof.
Die Außenmauer dieser Portikus war nach Norden hin durch leicht hervortretende Abschnitte, sogenannte Lisenen, gegliedert. Dort verlief der Decumanus maximus, also die ost-westliche Hauptstraße der Stadt. Im Westen des Tempelareals sind fünf Meter vor der äußeren Portikusmauer, direkt an der dort verlaufenden Nord-Süd-Straße, die Reste von mehreren Fundamentstickungen freigelegt worden, die in einem Abstand von ungefähr 4,50 m zueinander stehen. Daher nimmt die Forschung an, dass sich an dieser Stelle auch nach außen hin eine kleine Säulenreihe befunden hat, in der möglicherweise der Eingang zum Heiligtumsbezirk lag. Ein Anhaltspunkt dafür ist auch, dass man auf den beiden Schmalseiten des Tempelbezirkes keine Indizien für einen dortigen Zugang zum Innenhof gefunden hat.
Die Portikus des Hafentempels fasst eine Fläche ein, die zwar annähernd, aber eben nicht völlig rechteckig ist, sondern eigentlich ein Parallelogramm bildet. Der Grund dafür ist bislang unbekannt. Ebenso unklar ist, warum die eine Ecke dieses Parallelogramms bis direkt an den Hafenturm der Stadtmauer heranreicht. Dort war also die Via sagularis, die auf der Innenseite der Stadtbefestigung einmal um die gesamte Stadt herumführte, unterbrochen. Die Vermutung liegt zwar nahe, dass diese eigenwillige topographische Anlage des Hafentempels darauf zurückzuführen ist, dass sich an der gleichen Stelle schon vor der Stadtgründung ein Heiligtum befunden hat, dessen Position und Ausrichtung man aus religiösen Gründen beibehalten wollte. Allerdings deutet von den verschiedenen Funden und Befunden aus der „vorcoloniazeitlichen“ Epoche, die auf dem Gebiet des Tempels gemacht wurden, nichts auf einen Tempel an dieser Stelle hin.

## Geschichte des Baus
In den Schichten unterhalb der Tempelreste sind diverse archäologische Befunde freigelegt worden, die stratigraphisch in die Zeit vor der Errichtung des Bauwerks datiert werden. Sie belegen eine dichte Besiedlung des Areals bis kurz vor den Beginn der Baumaßnahmen am Heiligtum. Gefunden wurden in erster Linie Reste von Gruben, Gräben und andere im Erdreich nachweisbare Zeichen für menschliche Eingriffe, durch die sich Gebäude in Holz- oder Lehmbauweise erschließen und in fünf Besiedlungsphasen gliedern lassen. Die Funde lassen Siedlungs- und gelegentlich auch handwerkliche Aktivitäten einer römischen oder romanisierten Bevölkerung erkennen, eine endgültige Einordnung in einen Siedlungstyp ist allerdings nicht möglich. Zu den wichtigsten sonstigen Befunden gehört eine Straße mit Kiesdeckung, die durch den westlichen Bereich des späteren Tempelareals führte und noch nicht die Orientierung des späteren Straßenrasters der Colonia aufwies, und ein steinernes Bauwerk, das als „Bau Y“ bezeichnet wird. Dieses befand sich direkt im Norden des Tempels und bedeckte eine Fläche von über 300 m2; es gehört in die späteste Besiedlungsphase vor Errichtung des Tempels und wird in die Zeit um 100 n. Chr. datiert, also kurz vor oder kurz nach der Erhebung der Stadt zur Colonia. Zweck und Nutzung des Gebäudes sind noch unklar; die Deutung als kleiner Tempelbau, der dann vor Errichtung des Hafentempels restlos abgebaut worden wäre, ist rein spekulativ.

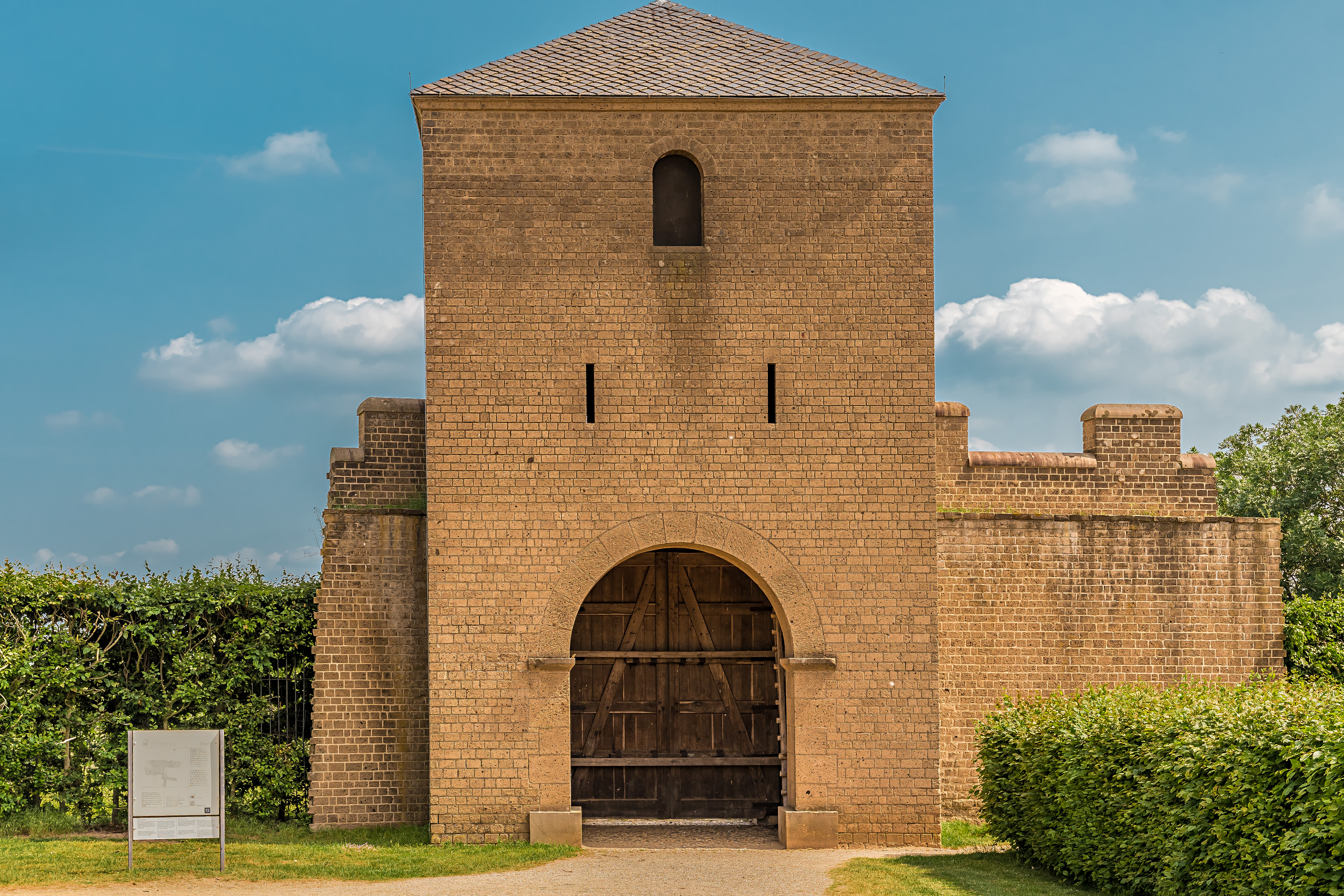
Rekonstruiertes Hafentor als Turmanlage

Die Errichtung des Tempels lässt sich chronologisch dadurch eingrenzen, dass die Fundamente der Tempelportikus und die des Hafentors der Stadtmauer aneinanderstoßen. An dieser Stelle geht aus dem Bodenbefund hervor, dass das Tor bereits vor Anlage des Heiligtums existierte. Die ausgegrabenen Überreste des Hafentores wiederum enthielten noch Holzteile, die den Ergebnissen dendrochronologischer Untersuchungen nach von Bäumen stammen, die in der Winterzeit 105/106 n. Chr. gefällt wurden. Der Hafentempel muss demnach definitiv später entstanden sein (Terminus post quem). Allerdings werden die erhaltenen Reste der Dekoration des Bauwerks stilgeschichtlich innerhalb des 2. Jahrhunderts eher früh eingeordnet. Daher wird der Hafentempel insgesamt meistens in die Regierungszeit des Kaisers Hadrian (117–138) oder spätestens in die seines Nachfolgers Antoninus Pius (138–161) datiert. Wem er geweiht war, ist nicht bekannt; in Erwägung gezogen wurden der Kriegsgott Mars oder der nach seinem Tod vergöttlichte Kaiser Trajan (regierte 98–117). Einen Hinweis darauf gibt die Bauform des Ringhallentempels, die für die Entstehungszeit, aber auch generell für den Nordwesten des römischen Reiches eher untypisch ist. Das könnte ein Zeichen dafür sein, dass eine besondere Anordnung aus Rom die Errichtung motivierte (über deren Anlass sich aber auch nur spekulieren lässt).
Im Bereich des Tempelpodiums sind verschiedene kleine Bruchstücke von Skulpturen aufgefunden worden, die teilweise zu einem Fries, teilweise zu Statuen gehörten. Stratigraphisch lassen sich diese Funde nicht mehr einordnen, allerdings sind viele von ihnen nicht nur stark beschädigt, sondern weisen auch Spuren von Mörtel sowie charakteristische Zeichen von Brandeinwirkung auf. Der Mörtel ist ein Zeichen dafür, dass diese Stücke später als Baumaterial zweitverwendet wurden; die Brandspuren deuten darauf hin, dass die Skulpturen erst in der Zeit nach der Nutzung des Tempels dorthin gebracht wurden, um in Kalköfen zu Branntkalk verarbeitet zu werden.
Die Aufgabe und Zerstörung des Tempels wird in das späte 3. Jahrhundert n. Chr. datiert, als im Anschluss an die fränkischen Überfälle der Jahre 275/276 der Großteil des Stadtgebietes aufgegeben wurde und die Siedlung auf ein kleineres Areal im Zentrum, die Tricensimae, schrumpfte. Es wird angenommen, dass bei dieser Verkleinerung des Ortes die großen Bauwerke in den aufgegebenen Flächen abgerissen wurden, weil man Steine zur Errichtung der neuen Befestigung brauchte und monumentale Gebäude zukünftigen Angreifern darüber hinaus Deckung und damit militärische Vorteile verschaffen konnten.